# Harald Naumann

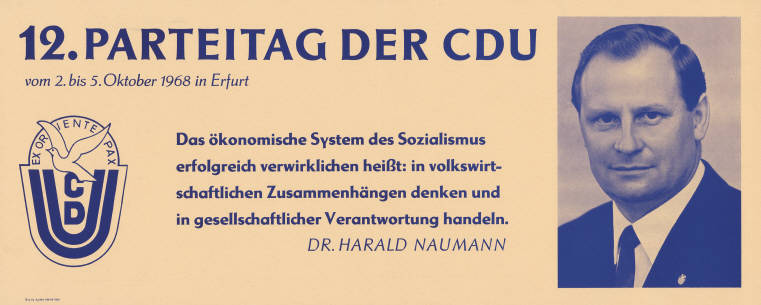
Harald Naumann

Harald Naumann (* 3. Januar 1923 in Dresden; † 9. April 2017) war ein deutscher Politiker (CDU). Er war von 1967 bis 1990 Abgeordneter der Volkskammer der DDR.

## Leben

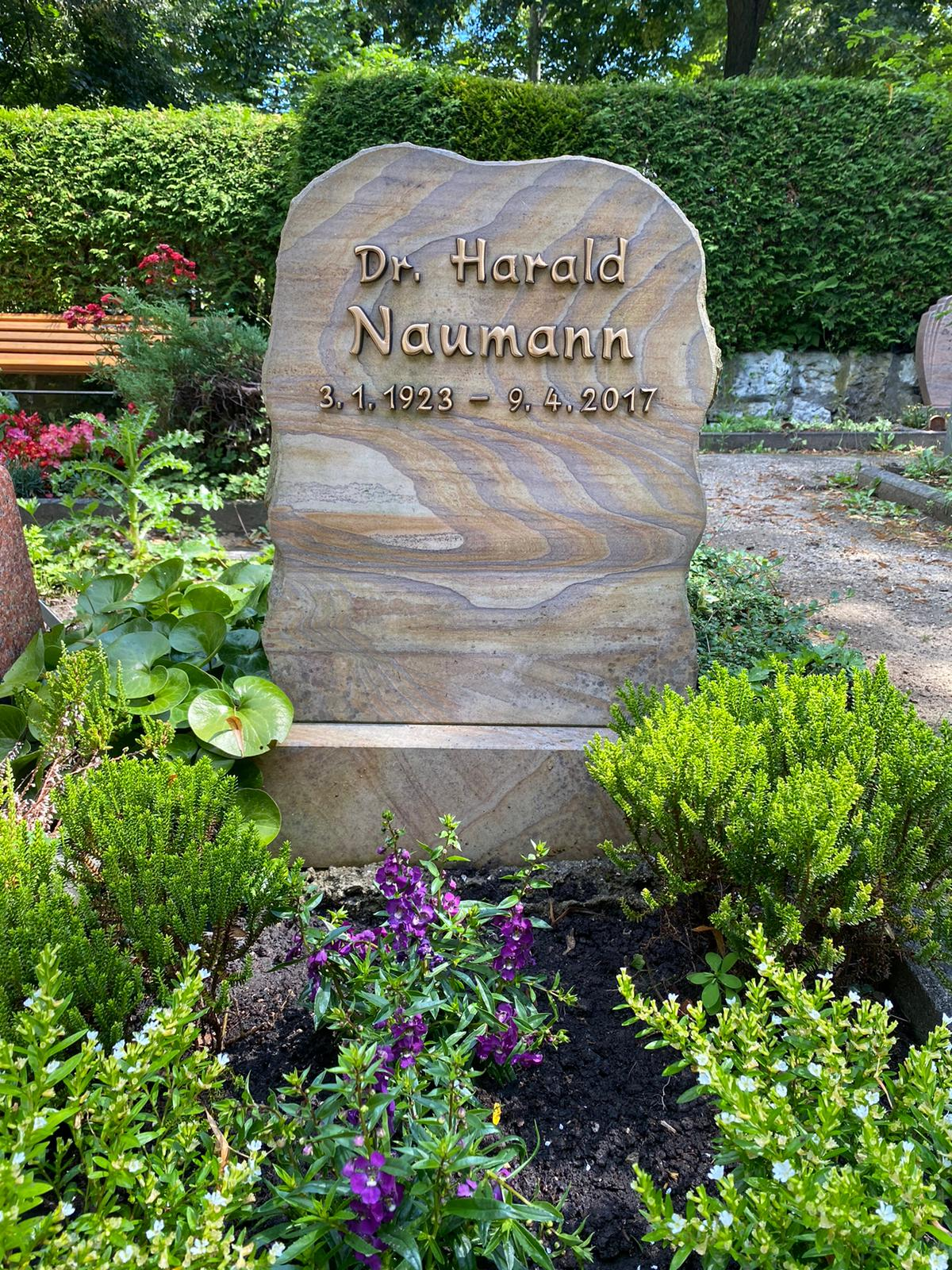
Grabstätte auf dem Friedhof Kaulsdorf

Naumann, Sohn eines Eisenbahners, besuchte die Volksschule, die Wirtschaftsoberschule und die  Finanzschule. Er wurde 1943 außerplanmäßig Finanzinspektor und zum Kriegsdienst in der Luftnachrichtentruppe der Wehrmacht eingezogen.
Nach 1945 war er erneut im Zolldienst, zuletzt als Regierungsrat und Hauptzollamtsleiter tätig. Er trat 1946 in den Freien Deutschen Gewerkschaftsbund (FDGB) ein und war von 1946 bis 1949 BGL-Vorsitzender. Im Jahr 1949 wurde er Mitglied der Christlich-Demokratischen Union Deutschlands (CDU). Von 1950 bis 1954 arbeitete er als Oberreferent in der Abgabenverwaltung. Von 1950 bis 1952 studierte er Finanzwirtschaft an der Deutschen Verwaltungsakademie und von 1952 bis 1954 Industrieökonomie an der Hochschule für Ökonomie Berlin mit dem Abschluss als Diplomökonom. Im Oktober 1966 wurde er an der Hochschule für Ökonomie in Berlin mit einer Arbeit zur „Überwindung der Zersplitterung der Produktion in den halbstaatlichen Betrieben“ zum Dr. rer. oec. promoviert. Ab 1954 war er hauptamtlich in der CDU auf wirtschaftspolitischem Gebiet tätig, zuletzt als Leiter der Abteilung Wirtschaftspolitik im CDU-Hauptvorstand. Von Mai 1966 bis September 1977 fungierte er als Sekretär des CDU-Hauptvorstandes. Von Oktober 1972 bis 1989 war er Mitglied des Präsidiums des CDU-Hauptvorstandes. Von September 1977 bis 1989 war er Stellvertreter des Ministers für Handel und Versorgung der DDR. Sein Nachfolger  als stellvertretender Minister und Mitglied im CDU-Präsidium wurde Jürgen Klingbeil, der bis dahin stellvertretender Bürgermeister des damaligen Ost-Berliner Stadtbezirks Prenzlauer Berg und zugleich Stadtbezirksrat für Handel und Versorgung war.
Von 1967 bis März 1990 gehörte er als Mitglied der CDU-Fraktion der Volkskammer der DDR an, war von 1967 bis 1981 Mitglied des Ausschusses für Industrie, Bauwesen und Verkehr, von 1981 bis 1986 des Ausschusses für Haushalt und Finanzen und von März 1989 bis 1990 des Ausschusses für Handel und Versorgung. 1989/90 war er stellvertretender Vorsitzender der Arbeitsgruppe „Mittelständische Wirtschaft“ der CDU und zeitweise Vertreter der CDU am Zentralen Runden Tisch in Berlin.
Harald Naumann verstarb im Alter von 94 Jahren. Seine letzte Ruhestätte fand er auf dem Friedhof Kaulsdorf.

## Auszeichnungen
- Medaille für ausgezeichnete Leistungen
- 1959 Verdienstmedaille der DDR
- 1965 Vaterländischer Verdienstorden in Bronze, 1972 in Silber und 1983 in Gold